# غنچه خوران
غنچه خوران، روستایی از توابع بخش طارم سفلی شهرستان قزوین در استان قزوین ایران است.

## تاریخ

### غنچه خوران در فرهنگ جغرافیایی ایران
غنچه خوران. [ غ ُ چ َ خوَ / خ ُ ] ( اِخ ) دهی است جزء دهستان طارم که پائین بخش سیردان شهرستان زنجان و در چهل و سه هزارگزی جنوب خاوری سیردان و پانزده هزارگزی باختر شوسه قزوین قرار دارد. کوهستانی و سردسیر است. ۱۵۱ تن سکنه دارد که بزبان ترکی سخن میگویند. از رود بهقانه رود مشروب میشود. محصول آن غلات ، بنشن و شغل اهالی زراعت ، گلیم ، قالیچه و جاجیم بافی است. راه مالرو و صعب العبور دارد.

## جمعیت
این روستا در دهستان نیارک قرار دارد و براساس سرشماری مرکز آمار ایران در سال ۱۳۹۵، جمعیت آن ۱۰۸ نفر (۴۰خانوار) بوده‌است. مردم این روستا شیعه هستند به زبان ترکی آذربایجانی سخن می‌گویند و شغل آنها باغداری، دامداری و کشاورزی است. روستا دارای دو ییلاق به نام‌های قار بولاق و مردگهر است.